# Lista över fornlämningar i Gnesta kommun
Lista över fornlämningar i Gnesta kommun är en förteckning av ett urval av de fornlämningar som finns i Gnesta kommun.

## Björnlunda
Se Lista över fornlämningar i Gnesta kommun (Björnlunda)

## Frustuna
Se Lista över fornlämningar i Gnesta kommun (Frustuna)

## Gryt
Se Lista över fornlämningar i Gnesta kommun (Gryt)

## Gåsinge-Dillnäs
Se Lista över fornlämningar i Gnesta kommun (Gåsinge-Dillnäs)

## Kattnäs
Se Lista över fornlämningar i Gnesta kommun (Kattnäs)

## Torsåker
Se Lista över fornlämningar i Gnesta kommun (Torsåker)